# Llista d'episodis de One Piece (temporades 9-14)
One Piece és una sèrie d'anime basada en els còmics d'Eiichiro Oda del mateix nom. La sèrie està produïda per Toei Animation.

## 9a Temporada: Ennies Lobby
Els protagonistes venen a Enies Lobby per intentar salvar Nico Robin del CP9; més tard, tornant a Water Seven, aconsegueixen un nou vaixell, el Thousand Sunny, i Franky s'uneix a la tripulació.
| #   | Títol en català | Data d'estrena al Japó | Data d'estrena a Catalunya |
| --- | --- | ---------------------- | -------------------------- |
| 264 | Operació defensiva de desembarcament! La irrupció de la tripulació del barret de palla Jōriku Sakusen Shidō! Mugiwara Ichimi Totsunyū seyo! (上陸作戦始動! 麦わら一味突入せよ!)           | 21 de maig de 2006     | 2 de gener de 2008         |
| 265 | En Ruffy irromp a l'illa! Gran batalla a l'illa judicial! Rufi Kai Shingeki! Shihō no Shima de Dai Kessen! (ルフィ快進撃! 司法の島で大決戦!)                                              | 4 de juny de 2006      | 3 de gener de 2008         |
| 266 | La lluita amb els gegants! S'obre la segona porta! Kyojinzoku to no Kōbō! Dai Ni no Mon o Akero! (巨人族との攻防! 第2の門を開けろ!)                                                       | 11 de juny de 2006     | 4 de gener de 2008         |
| 267 | Obriu pas! El Rocketman passa volant Katsuro o Hirake! Sora o Tobu Rokettoman! (活路を開け! 空を飛ぶロケットマン!)                                                                        | 18 de juny de 2006     | 7 de gener de 2008         |
| 268 | Retrobament amb en Ruffy! La lluita de tots els pirates del barret de palla junts Rufi ni Oitsuke! Mugiwara Ichimi Sōryokusen (ルフィに追いつけ! 麦わら一味総力戦)                        | 25 de juny de 2006     | 8 de gener de 2008         |
| 269 | La Nico Robin traïda! L'estratagema del govern mundial Uragira re ta Robin! Sekai Seifu no Omowaku! (裏切られたロビン! 世界政府の思惑!)                                                   | 25 de juny de 2006     | 9 de gener de 2008         |
| 270 | Torneu-nos la Nico Robin! En Ruffy contra en Blueno Robin o Kaese! Rufi vs. Burūno! (ロビンを返せ! ルフィvsブルーノ!)                                                                     | 2 de juliol de 2006    | 10 de gener de 2008        |
| 271 | No us atureu! Feu el senyal del contraatac Tachidomaru na! Hangeki no Noroshi o Agero! (立ち止まるな! 反撃の狼煙を上げろ!)                                                                | 9 de juliol de 2006    | 11 de gener de 2008        |
| 272 | Ruffy a la vista! Reunió a la plaça del tribunal Rufi Mokuzen! Saibanshomae Hiroba e Shūketsu se yo (ルフィ目前! 裁判所前広場へ集結せよ)                                                  | 23 de juliol de 2006   | 14 de gener de 2008        |
| 273 | Tot per protegir els amics! El Gear Second en acció Subete wa Nakama o Mamoru Tame ni! Gia Sekando Hatsudō (全ては仲間を守る為に! ギア2発動!)                                             | 30 de juliol de 2006   | 15 de gener de 2008        |
| 274 | Contesta, Nico Robin! El crit dels pirates del barret de palla! Kotaero Robin! Mugiwara Ichimi no Sakebi!! (答えろロビン! 麦わら一味の叫び!!)                                             | 6 d'agost de 2006      | 16 de gener de 2008        |
| 275 | El passat de la Nico Robin. La nena a qui van anomenar diable Kotaero Robin! Mugiwara Ichimi no Sakebi!! (答えろロビン! 麦わら一味の叫び!!)                                               | 13 d'agost de 2006     | 17 de gener de 2008        |
| 276 | La mare i la filla predestinades. La mare es diu Olívia Shukumei no Oyako! Sono Haha no Na wa Orubia! (宿命の母娘! その母の名はオルビア!)                                                 | 10 de setembre de 2006 | 18 de gener de 2008        |
| 277 | La tragèdia d'O'hara. El terror del Buster call Ohara no Higeki! Basutā Kōru no Kyōfu (オハラの悲劇! バスターコールの恐怖)                                                                | 24 de setembre de 2006 | 21 de gener de 2008        |
| 278 | Digues que vols viure! Som companys! Ikitai to Ie! Oretachi wa Nakama da!! (生きたいと言え! オレ達は仲間だ!!)                                                                             | 24 de setembre de 2006 | 22 de gener de 2008        |
| 279 | Salteu a la cascada! Els sentiments d'en Ruffy! Taki ni Mukatte Tobe! Rufi no Omoi!! (滝に向かって飛べ! ルフィの想い!!)                                                                   | 1 d'octubre de 2006    | 23 de gener de 2008        |
| 280 | Maneres de ser. Les tècniques d'en Zoro i el somni de l'Usopp! Otoko no Ikisama! Zoro no Waza Usoppu no Yume (男の生き様! ゾロの業·ウソップの夢)                                          | 8 d'octubre de 2006    | 24 de gener de 2008        |
| 281 | Les llàgrimes que estrenyen els lligams entre companys. El mapa del món de la Nami Namida ga Tsumui da Nakama no Kizuna! Nami no Sekai Chizu (涙が紡いだ仲間の絆! ナミの世界地図)         | 15 d'octubre de 2006   | 25 de gener de 2008        |
| 282 | Comiats que purifiquen! En Sanji i en Chopper Wakare ga otoko o migaku! Sanji to Choppā (別れが男を磨く！サンジとチョッパー)                                                              | 22 d'octubre de 2006   | 28 de gener de 2008        |
| 283 | Tot pels amics! La Nico Robin en la foscor Subete wa nakama no tame ni! Yami no naka no Robin! (全ては仲間の為に！闇の中のロビン！)                                                       | 29 d'octubre de 2006   | 29 de gener de 2008        |
| 284 | No us donaré els plànols! La decisió d'en Franky Sekkeizu wa watasanai! Furanki no ketsudan (設計図は渡さない！フランキーの決断)                                                          | 5 de novembre de 2006  | 30 de gener de 2008        |
| 285 | Agafeu les cinc claus! Els pirates del barret de palla contra els CP9 Itsutsu no kagi wo ubae! Mugiwara ichimi tai CP9 (５つの鍵を奪え！麦わら一味対ＣＰ９)                               | 12 de novembre de 2006 | 31 de gener de 2008        |
| 286 | Les habilitats de les fruites del diable. Les transformacions d'en Kaku i en Jyabura Akuma no mi no Chikara! Kaku to Jabura daihenshin (悪魔の実の力！カクとジャブラ大変身)               | 19 de novembre de 2006 | 1 de febrer de 2008        |
| 287 | No et picaré amb el peu ni que em matis! La cavallerositat d'en Sanji! Shin demo keran! Sanji otoko no kishidō! (死んでも蹴らん！サンジ男の騎士道！)                                      | 26 de novembre de 2006 | 4 de febrer de 2008        |
| 288 | L'error de càlcul d'en Fukurou. La meva cola és l'aigua de la vida Fukurou no gosan! Ore no cora wa inochi no mizu (フクロウの誤算！俺のコーラは命の水?)                                  | 3 de desembre de 2006  | 5 de febrer de 2008        |
| 289 | La tècnica nova d'en Zoro. El sabre es diu Sogeking? Zoro shin waza sakuretsu! Katana no na wa Sogekingu? (ゾロ新技炸裂！刀の名はそげキング？)                                            | 10 de desembre de 2006 | 6 de febrer de 2008        |
| 290 | Incontrolable! La ultrapíndola prohibida d'en Chopper Seigyofunou! Choppā kindan no ranburu (制御不能！チョッパー禁断のランブル)                                                          | 17 de desembre de 2006 | 7 de febrer de 2008        |
| 291 | Torna el capità Ruffy! Somni o realitat, el problema de la loteria Rufi-Oyabun futatabi! Yume ka utsutsu ka tomikuji sōdō (ルフィ親分再び！夢か現（うつつ）か富くじ騒動)                  | 24 de desembre de 2006 | 15 de juny de 2009         |
| 292 | La gran cursa pel Mochimaki al castell! La conspiració del nas vermell Oshiro de mochimachi dai rēsu! Akai hana no inbō (お城で餅まき大レース！赤い鼻の陰謀)                              | 7 de gener de 2007     | 16 de juny de 2009         |
| 293 | Les bombolles de la Kalifa! La Nami s'acosta a la trampa de sabó Awatsukai Karifa! Nami ni semaru sekken no wana (泡使いカリファ！ナミに迫る石鹸の罠)                                     | 14 de gener de 2007    | 17 de juny de 2009         |
| 294 | Males notícies clamoroses! Es convoca el Buster call Hibiki wataru kyōhō! Hatsudou basutā kōru! (響き渡る凶報！発動バスターコール！)                                                      | 21 de gener de 2007    | 18 de juny de 2009         |
| 295 | Cinc Namis? El contraatac amb miratge! Gonin no Nami? Hangeki wa shinkirō to tomo ni! (５人のナミ？反撃は蜃気楼とともに！)                                                                | 28 de gener de 2007    | 19 de juny de 2009         |
| 296 | La decisió de la Nami. Atac contra el chopper descontrolat Nami no ketsudan! Bōsō Choppā o ute! (ナミの決断！暴走チョッパーを撃て！)                                                      | 4 de febrer de 2007    | 22 de juny de 2009         |
| 297 | Apareix el caçador Sanji? Elegia pel llop mentider Kariudo Sanji tōyō? Usotsuki ōkami ni okuru banka (狩人サンジ登場？嘘つき狼に贈る挽歌)                                                 | 11 de febrer de 2007   | 23 de juny de 2009         |
| 298 | Cop de peu abrasador! La nova tècnica de peus d'en Sanji Shakunetsu no keri! Sanji ashiwaza no furu kōsu (灼熱の蹴り！サンジ足技のフルコース)                                             | 25 de febrer de 2007   | 24 de juny de 2009         |
| 299 | L'atac ferotge de l'espasa embeinada! En Zoro contra en Kaku, la lluita final Hakujin no mōshū! Zoro tai Kaku kyouryoku zangeki taiketsu (白刃の猛襲！ゾロ対カク強力斬撃対決)             | 4 de març de 2007      | 25 de juny de 2009         |
| 300 | En Zoro, el Déu ferotge! L'encarnació de l'Asura a través de la seva ànima Kishin Zoro! Kihaku ga miseta Asura no keshin (鬼神ゾロ！気迫が見せた阿修羅の化身)                             | 11 de març de 2007     | 26 de juny de 2009         |
| 301 | El xoc de l'Spandam! L'heroi a la torre judicial Supandamu kyougaku! Shihou no tō ni tatsu eiyū (スパンダム驚愕！司法の塔に立つ英雄)                                                      | 18 de març de 2007     | 29 de juny de 2009         |
| 302 | La Nico Robin ja és lliure! En Ruffy contra el Lucci, el punt àlgid de la batalla decisiva Robin kaihō! Rufi tai Rucchi chōjō kekken (ロビン解放！ルフィ対ルッチ頂上決戦)                 | 25 de març de 2007     | 30 de juny de 2009         |
| 303 | El culpable és el capità Ruffy? La persecució del gran cirerer perdut Hannin wa Rufi Oyabun? Kieta Ōzakura o Oe (犯人はルフィ親分? 消えた大桜を追え)                                      | 1 d'abril de 2007      | 1 de juliol de 2009        |
| 304 | Si no puc guanyar, no puc salvar ningú. Gear Third! Katenakya Dare mo Mamorenai! Gia Sado Shidō (勝てなきゃ誰も守れない! ギア3始動)                                                       | 8 d'abril de 2007      | 2 de juliol de 2009        |
| 305 | Un passat esgarrifós! La justícia fosca i en Rob Lucci Senritsu no Kako! Yami no Seigi to Robu Rutchi (戦慄の過去! 闇の正義とロブ·ルッチ)                                                 | 15 d'abril de 2007     | 3 de juliol de 2009        |
| 306 | Apareix un fantasma sirena? A punt de perdre la consciència Maboroshi no Ningyo Awareru? Usure Yuku Ishiki no Naka de (幻の人魚現る? 薄れゆく意識のなかで)                                | 22 d'abril de 2007     | 6 de juliol de 2009        |
| 307 | L'illa s'enfonsa sota les canonades! El crit de lament d'en Franky Hōka ni Shizumu Shima! Furankī Munen no Sakebi (砲火に沈む島! フランキー無念の叫び)                                    | 29 d'abril de 2007     | 7 de juliol de 2009        |
| 308 | Espereu en Ruffy! Combat mortal al Pont del Dubte Rufi o Mate! Tamerai no Hashi no Shitō! (ルフィを待て! ためらいの橋の死闘!)                                                             | 6 de maig de 2007      | 8 de juliol de 2009        |
| 309 | Els sentiments als punys. La ràfega de màxima potència d'en Ruffy Kobushi ni Kometa Omoi! Rufi Konshin no Gātoringu (拳に込めた想い! ルフィ渾身の銃乱打)                                  | 13 de maig de 2007     | 9 de juliol de 2009        |
| 310 | Arriba un amic per mar! El lligam més fort de la tripulació del barret de palla Tomo, Umi Yori Kuru! Mugiwara Ichimi Saikyō no Kizuna (友, 海より来る! 麦わら一味最強の絆)                | 20 de maig de 2007     | 10 de juliol de 2009       |
| 311 | La gran escapada! El camí dels vencedors és dels pirates Zen'in Dai Dasshutsu! Shōsha no Michi wa Kaizoku no Tame ni (全員大脱出! 勝者の道は海賊のために)                                 | 27 de maig de 2007     | 13 de juliol de 2009       |
| 312 | Gràcies, Merry! Neva al mar de l'adéu Arigatō Merī! Yuki ni Kemuru Wakare no Umi (ありがとうメリー! 雪に煙る別れの海)                                                                     | 3 de juny de 2007      | 14 de juliol de 2009       |
| 313 | S'acaba la pau. El vicealmirall de l'armada amb punys d'amor Yaburareta Ansoku! Ai no Kobushi o Motsu Kaigun Chūjō (破られた安息! 愛の拳を持つ海軍中将)                                   | 10 de juny de 2007     | 15 de juliol de 2009       |
| 314 | La família més forta? Es descobreix el pare d'en Ruffy Saikyō no Kakei? Akasareta Rufi no Chichi! (最強の家系? 明かされたルフィの父!)                                                     | 17 de juny de 2007     | 16 de juliol de 2009       |
| 315 | Se'n diu nou món! La localització de la gran ruta Sono Na wa Shin Sekai! Gurando Rain no Yukue (その名は新世界! 偉大なる航路の行方)                                                       | 24 de juny de 2007     | 17 de juliol de 2009       |
| 316 | Els moviments d'en Shanks. Introducció a l'era salvatge Shankusu Ugoku! Bōsōsuru Jidai e no Kusabi (シャンクス動く! 暴走する時代への楔)                                                   | 1 de juliol de 2007    | 20 de juliol de 2009       |
| 317 | La nena que busca un Yagara. Gran investigació a la ciutat de l'aigua Yagara o Sagasu Shōjo! Mizu no Miyako Daisōsasen! (ヤガラを探す少女! 水の都大捜査線!)                               | 8 de juliol de 2007    | 21 de juliol de 2009       |
| 318 | La mare és forta! La comèdia de pallassades d'en Zoro fent de cangur Haha wa Tsuyoshi! Zoro no Dotabata Kaji Tetsudai (母は強し! ゾロのドタバタ家事手伝い)                                | 15 de juliol de 2007   | 22 de juliol de 2009       |
| 319 | En Sanji queda parat. El vell misteriós i el seu menjar superbò Sanji Shōgeki! Nazo no Jii-san to Hageuma Ryōri (サンジ衝撃! 謎の爺さんと激ウマ料理)                                      | 22 de juliol de 2007   | 23 de juliol de 2009       |
| 320 | Per fi ofereixen un preu per a tots! La tripulació de més de 600 milions de bellies Tsui ni Zen'in Shōkinkubi! Rokuoku Koe no Ichimi! (ついに全員賞金首! 6億超えの一味!)                  | 19 d'agost de 2007     | 24 de juliol de 2009       |
| 321 | El rei de les bèsties que solcarà l'oceà! La magnífica construcció d'un vaixell Umi o Nozomu Hyakujū no Ō! Yume no Fune Dōdō Kansei! (海を臨む百獣の王! 夢の船堂々完成!)                  | 26 d'agost de 2007     | 27 de juliol de 2009       |
| 322 | Adéu, estimada família! En Franky se'n va Saraba Itoshiki Kobun-tachi! Furankī Tatsu (さらば愛しき子分達! フランキー発つ)                                                                 | 2 de setembre de 2007  | 28 de juliol de 2009       |
| 323 | Marxem de Water 7. El viril acabament del duel de l'Usopp Shukkō Mizu no Miyako! Otoko Usoppu Kettō no Kejime (出港水の都! 男ウソップ決闘のケジメ)                                        | 9 de setembre de 2007  | 29 de juliol de 2009       |
| 324 | Els cartells de crida i cerca circulen! Els de casa estan contents i el vaixell navega endavant Meguru Tehaisho! Kokyō wa Odoru Fune wa Susumu! (めぐる手配書! 故郷は踊る 船は進む!)      | 16 de setembre de 2007 | 30 de juliol de 2009       |
| 325 | La pitjor habilitat del diable. La foscor d'en Barbanegra ataca l'Ace Saikyō no Nōryoku! Ēsu o Osou Kurohige no Yami (最凶の能力! エースを襲う黒ひげの闇)                                 | 23 de setembre de 2007 | 31 de juliol de 2009       |
| 326 | La misteriosa festa de pirates! El Sunny i una trampa perillosa Nazo no kaizoku go ichigyō! Sanī-gō to kikken na wana (謎の海賊ご一行！サニー呉と危険な罠)                                | 14 d'octubre de 2007   | 3 d'agost de 2009          |
| 327 | El Sunny té problemes! Que rugeixi el mecanisme secret de superpropulsió! Sanī-gō pinchi! Unare chōsoku no himitsu meka (サニー号ピンチ!唸れ超速の秘密メカ)                               | 21 d'octubre de 2007   | 3 d'agost de 2009          |
| 328 | El somni que s'enfonsa al Nou Món! El pirata Puzzle perd l'esperança Shinsekai ni shizumu yume! Shitsui no kaizoku Pazūru (新世界に沈む夢!失意の海賊パズール)                             | 28 d'octubre de 2007   | 4 d'agost de 2009          |
| 329 | Els assassins ataquen! Comença la gran batalla sobre gel! Osoi kuru shikaku-tachi! Kōri ue dai batoru kaishi (襲い来る刺客たち!氷上大バトル開始)                                          | 4 de novembre de 2007  | 4 d'agost de 2009          |
| 330 | Les batalles dels pirates del barret de palla! L'esperit pirata que es deposita a la bandera Taikusen Mugiwara ichimi! Hata ni kakeru kaizokudamashī (大苦戦麦わら一味！旗にかける海賊魂) | 11 de novembre de 2007 | 5 d'agost de 2009          |
| 331 | Un ritme ofegador. El poder magnètic dels bessons ataca Atsukushisa zenkai! Semaru futago no jiryoku pawā (暑苦しさ全開!迫る双子の磁力パワー)                                             | 18 de novembre de 2007 | 5 d'agost de 2009          |
| 332 | La mansió del caos. El Don enfadat i la tripulació empresonada Daikōran no kan! Ikaru Don to toraware no ichimi (大混乱の館!怒るドンと囚われの一味)                                       | 4 de novembre de 2007  | 6 d'agost de 2009          |
| 333 | Torna el Fènix. El somni d'una bandera pirata jurat a un amic Fushichō futatabi! Tomo ni chikau kaizokuki no yume (不死鳥ふたたび!友に誓う海賊旗の夢)                                     | 2 de desembre de 2007  | 6 d'agost de 2009          |
| 334 | La batalla decisiva roent. En Ruffy contra el Don roent Atsu atsu chōkessen! Rufi VS shakuretsu no Don (アツアツ超決戦!ルフィvs灼熱のドン)                                                | 4 de novembre de 2007  | 7 d'agost de 2009          |
| 335 | Ens espera el Nou Món. Adéu al pirata valent Shinsekai de matsu! Isamashiki kaizoku to no wakare (新世界で待つ!勇ましき海賊との別れ)                                                      | 2 de desembre de 2007  | 7 d'agost de 2009          |
| 336 | En Choopperman entra en acció! Protegiu la cadena de televisió de la platja Shutsudō Choppāman! Mamore nagisa no terebi kyoku (出動チョッパーマン！守れ渚のＴＶ局)                        | 4 de novembre de 2007  | 10 d'agost de 2009         |

## 10a temporada: Thriller Bark
Els protagonistes, després de conèixer l'esquelet Brook, arriben a l'illa de Thriller Bark on Gekko Moria pren possessió de les seves ombres.
| #   | Títol en català | Data d'estrena al Japó | Data d'estrena a Catalunya |
| --- | --- | ---------------------- | -------------------------- |
| 337 | Entrem al mar dels fantasmes. L'esquelet misteriós que flota a la boira Ma no umi totsunyū! Kiri ni ukabu nazo no gaikotsu (魔の海突入!霧に浮かぶ謎のガイコツ)               | 6 de gener de 2008     | 21 de febrer de 2010       |
| 338 | L'alegria de conèixer gent! Els colors del senyor esquelet Hito ni aeta yorokobi! Gaikotsu shinshi no shōtai (人に逢えた喜び! ガイコツ紳士の正体)                            | 13 de gener de 2008    | 21 de febrer de 2010       |
| 339 | Fenòmens estranys l'un rere l'altre. Desembarcament a Thriller Bark Kai genshō zokuzoku! Surirābāku jōriku (怪現象ぞくぞく! スリラーバーク上陸)                              | 20 de gener de 2008    | 28 de febrer de 2010       |
| 340 | L'home que anomenen geni! Apareix en Hogback Tensai to yobareta otoko! Hogubakku awararu! (天才と呼ばれた男! ホグバック現る!)                                                | 27 de gener de 2008    | 28 de febrer de 2010       |
| 341 | La Nami té un bon problema! La mansió zombie i l'home invisible Nami dai pinchi! Zonbi yashiki to tōmei ningen (ナミ大ピンチ! ゾンビ屋敷と透明人間)                          | 3 de febrer de 2008    | 7 de març de 2010          |
| 342 | El misteri dels zombis! El laboratori de malsons d'en Hogback Zonbi no nazo! Akumu no Hogubakku kenkyūsho (ゾンビの謎!悪夢のホグバック研究所)                                | 10 de febrer de 2008   | 7 de març de 2010          |
| 343 | Es diu Moria! La trampa del gran pirata que roba ombres Sono na wa Moria! Kage o nigiru dai kaizoku no wana (その名はモリア!影を握る大海賊の罠)                              | 17 de febrer de 2008   | 14 de març de 2010         |
| 344 | Festival musical de zombis! La campana de l'atac nocturn és el so de la foscor Zonbi songu no kyōen! Yōchi no kane wa yami no oto (ゾンビ歌の饗宴!夜討ちの鐘は闇の音)        | 24 de febrer de 2008   | 14 de març de 2010         |
| 345 | Ple d'animals? El jardí meravellós de la Perona (動物いっぱい?ペローナの不思議の庭」 - Dōbutsu ippai? Perōna no wandāgāden)                                                  | 2 de març de 2008      | 21 de març de 2010         |
| 346 | La tripulació del barret de palla desapareix i apareix un espadatxí misteriós! Kieru Mugiwara ichimi! Arawareta nazo no kenshi! (消える麦わら一味!現れた謎の剣士!)           | 9 de març de 2008      | 21 de març de 2010         |
| 347 | Cavallerós per sempre! El zombi traïdor que protegeix la Nami Nokoru kishidō! Nami o mamoru uragiri zonbi (残る騎士道!ナミを守る裏切りゾンビ)                                | 16 de març de 2008     | 28 de març de 2010         |
| 348 | Caigut del cel! Aquell home és l'espadatxí cantaire Sora kara sanjō! Kenkyō hanuta wa ano otoko! (空から参上!剣狭ハナウタはあの男!)                                          | 23 de març de 2008     | 28 de març de 2010         |
| 349 | En Ruffy en perill. El lloc de repòs de l'ombra més forta Rufi kinkyūjitai! Saikyō no kage no ikisaki! (ルフィ緊急事態!最強の影の行き先!)                                    | 30 de març de 2008     | 4 d'abril de 2010          |
| 350 | El guerrer anomenat dimoni. L'hora de la resurrecció de l'Ozu Majin to yobareta senshi!! Ōzu fukkatsu no toki (魔人と呼ばれた戦士!!オーズ復活の時)                           | 20 d'abril de 2008     | 4 d'abril de 2010          |
| 351 | Desvetllat després de 500 anys! L'Ozu reviu! Gohyakunen buri no mezame!! Ōzu kaigan!! (500年ぶりの目覚め!!オーズ開眼!!)                                                      | 27 d'abril de 2008     | 4 d'abril de 2010          |
| 352 | Prou convicció per suplicar per la seva vida. En Brook protegeix el seu pentinat Shinnen no inochigoi!! Afuro o mamori Burukku (信念の命乞い!!アフロを守るブルック)          | 4 de maig de 2008      | 11 d'abril de 2010         |
| 353 | La promesa d'un home no mor mai! A un amic que espera sota un cel llunyà Otoko no chikai wa shinazu!! Tōi sora de matsu tomo e (男の誓いは死なず!!遠い空で待つ友へ)          | 11 de maig de 2008     | 11 d'abril de 2010         |
| 354 | Segur que ens tornarem a veure! En Brook i el cap de la promesa Kanarazu ai ni iku!! Burukku to yakusoku no misaki (必ず会いに行く！！ブルックと約束の岬)                    | 18 de maig de 2008     | 18 d'abril de 2010         |
| 355 | Menjar, Nami i ombres! El gran contraatac d'en Ruffy enfadat! Meshi to Nami to kage!! Rufi ikari no daihangeki (メシとナミと影！！ルフィ怒りの大反撃)                        | 25 de maig de 2008     | 18 d'abril de 2010         |
| 356 | L'Ussop és el més fort? Deixeu-me els negatius a mi! Usoppu saikyō? Negatibu wa makasetoke (ウソップ最強?ネガティブは任せとけ)                                               | 1 de juny de 2008      | 25 d'abril de 2010         |
| 357 | La mort sobtada dels zombis generals. L'Ozu té ganes d'aventura! Jeneraru zonbi shunsetsu!! Ōzu wa bōken kibun!! (将軍ゾンビ瞬殺！！オーズは冒険気分！！)                    | 8 de juny de 2008      | 25 d'abril de 2010         |
| 358 | Sanji, el cavaller en flames! Cop de peu al casament fictici! Honō no naito Sanji!! Keri tsubuse itsuwari no kyoshiki (炎の騎士サンジ！！蹴り潰せの偽り挙式)                 | 15 de juny de 2008     | 2 de maig de 2010          |
| 359 | La connexió del destí és la invisibilitat? El somni robat d'en Sanji Suke Suke no Innen? Ubawareta Sanji no Yume (スケスケの因縁? 奪われたサンジの夢)                        | 22 de juny de 2008     | 2 de maig de 2010          |
| 360 | Ajuda'm, heroi! L'enemic és una princesa immortal! Tasukete Hīrō!! Teki wa Fujimi no Purinsesu (助けて英雄!! 敵は不死身のプリンセス)                                         | 29 de juny de 2008     | 9 de maig de 2010          |
| 361 | El terror de la Perona! L'Ussop, el mentider Perona Kyōfu!! Uso no U wa Usoppu no U (ペローナ恐怖!! 嘘のウはウソップのウ)                                                    | 6 de juliol de 2008    | 9 de maig de 2010          |
| 362 | Ball d'espases a la teulada. L'enfrontament final d'en Zoro amb en Ryuma Yane ni mau zangeki!! Kecchaku Zoro VS Ryūma (屋根に舞う斬撃！！決着ゾロVSリューマ)                 | 13 de juliol de 2008   | 16 de maig de 2010         |
| 363 | La ràbia d'en Chopper! La pràctica mèdica demoníaca d'en Hogback Choppā gekido!! Hogubakku ma no ijutsu (チョッパー激怒！！ホグバック魔の医術)                               | 20 de juliol de 2008   | 16 de maig de 2010         |
| 364 | L'Ozu crida! Sortiu, pirates del Barret de palla! Ōzu hoeru!! Dete koi Mugiwara no ichimi (オーズ吼える！！出て来い麦わらの一味)                                             | 3 d'agost de 2008      | 23 de maig de 2010         |
| 365 | L'enemic és en Ruffy. El zombi més fort contra la tripulació del Barret de palla Ōzu hoeru!! Dete koi Mugiwara no ichimi (オーズ吼える！！出て来い麦わらの一味)              | 10 d'agost de 2008     | 23 de maig de 2010         |
| 366 | Vèncer l'Absalom! L'atac del tro de l'amistat de la Nami! Ōzu hoeru!! Dete koi Mugiwara no ichimi (オーズ吼える！！出て来い麦わらの一味)                                     | 17 d'agost de 2008     | 30 de maig de 2010         |
| 367 | A terra! La piràmide mortal del Barret de palla? Ubae daun!! Hissatsu Mugiwara dokkingu? (奪えダウン！！必殺麦わらドッキング？)                                              | 24 d'agost de 2008     | 30 de maig de 2010         |
| 368 | La invasió misteriosa. El misteriós visitant Tyrant Kuma Ashioto naki shūrai!! Nazo no bōmonsha - Bōkun Kuma (足音なき襲来！！ 謎の訪問者•暴君くま)                          | 31 d'agost de 2008     | 6 de juny de 2010          |
| 369 | Ozu + Moria, la combinació més mortal de músculs i cervell Ōzu Purasu Moria - Chikara to zunō no saikyō gattai (オーズ+モリア 力と頭脳の最強合体)                            | 7 de setembre de 2008  | 6 de juny de 2010          |
| 370 | L'estratègia secreta per fer girar la truita. Apareix en Ruffy Malson Gyakuten e no hisaku - Naitomea Rufi kensan (逆転への泌策 ナイトメア•ルフィ見参)                       | 14 de setembre de 2008 | 13 de juny de 2010         |
| 371 | La tripulació del Barret de Palla anihilada Kaimetsu, Mugiwara Ichimi – Kage Kage no Chikara Zenkai (壊滅, 麦わら一味 カゲカゲの能力全開)                                    | 21 de setembre de 2008 | 13 de juny de 2010         |
| 372 | Comença la batalla suprema! En Ruffy contra en Ruffy Chōzetsu Batoru Sutāto! Rufi Tai Rufi (超絶バトルスタート! ルフィVSルフィ)                                              | 28 de setembre de 2008 | 20 de juny de 2010         |
| 373 | S'acosta el final de la batalla. Doneu el cop de gràcia! Ketchaku Semaru! Tatakikome, Todome no Ichigeki (決着迫る! たたき込め, とどめの一撃)                                | 5 d'octubre de 2008    | 20 de juny de 2010         |
| 374 | Els cossos desapareixen! El sol del matí penetra a l'illa del malson Karada ga Kieru! Akumu no Shima ni Sasu Asahi! (肉体が消える! 悪夢の島に射す朝日!)                      | 12 d'octubre de 2008   | 27 de juny de 2010         |
| 375 | Una crisi rere l'altra! L'ordre d'exterminació dels pirates del Barret de Palla Owaranai Kiki! Mugiwara Ichimi Massatsu Shirei (終わらない危機! 麦わら一味抹殺指令)          | 19 d'octubre de 2008   | 27 de juny de 2010         |
| 376 | El poder tou de pota que ho desvia tot d'en Kuma Subete o Hajiku Kuma no Nikyu Nikyu no Nōryoku (すべてを弾くくまのニキュニキュの能力)                                       | 9 de novembre de 2008  | 4 de juliol de 2010        |
| 377 | El dolor dels meus amics és el meu dolor, en Zoro es prepara per morir lluitant Nakama no Itami wa Waga Itami - Zoro Kesshi no Tatakai (仲間の痛みは我が痛み ゾロ決死の戦い) | 16 de novembre de 2008 | 4 de juliol de 2010        |
| 378 | Una promesa de fa molt de temps. La cançó del pirata i la baleneta Tōi Hi no Yakusoku - Kaizoku no Uta to Chīsa na Kujira (遠い日の約束 海賊の唄と小さなクジラ)              | 23 de novembre de 2008 | 11 de juliol de 2010       |
| 379 | El passat d'en Brook, un adéu trist a una tripulació alegre Burukku no Kako - Yōki na Nakama Kanashiki Wakare (ブルックの過去 陽気な仲間悲しき別れ)                          | 30 de novembre de 2008 | 11 de juliol de 2010       |
| 380 | La cançó El mam d'en Bricks que connecta el passat amb el present Binkusu no Sake - Kako to Genzai o Tsunagu Uta (ビンクスの過去と現在をつなぐ唄)                            | 7 de desembre de 2008  | 18 de juliol de 2010       |
| 381 | Ja tenim un nou tripulant! El músic cantaire Brook Aratana Nakama! Ongakuka – Hanauta no Burukku (新たな仲間! 音楽家·鼻唄のブルック)                                         | 14 de desembre de 2008 | 18 de juliol de 2010       |

## 11a Temporada: L'arxipèlag Sabaody
Amb l'objectiu d'arribar a l'illa dels Tritons, els protagonistes són acompanyats per Octy i Kayme a l'arxipèlag de Sabaody a la recerca d'un abric per preparar el seu vaixell per al viatge submarí.
| #   | Títol en català | Data d'estrena al Japó | Data d'estrena a Catalunya |
| --- | --- | ---------------------- | -------------------------- |
| 382 | L'amenaça del raig gandul. El retorn d'en Foxy guineu platejada Noro Noro no Kyōi - Gingitsune no Fokushī Futatabi (ノロノロの脅威 銀狐のフォクシー再び)                                       | 21 de desembre de 2008 | 25 de juliol de 2010       |
| 383 | La gran recerca del tresor. "Illa Balneari" s'ensorra Otakara Daisōdatsusen! Hōkai! Supairando-gō (お宝大争奪戦！ 崩壊！スパアイランド号)                                                      | 28 de desembre de 2008 | 25 de juliol de 2010       |
| 384 | La lluita d'en Brook. Un camí difícil per convertir-se en un membre de la tripulació autèntic? Burukku Daifuntō – Shin no Nakama e no Michi Kewashi? (ブルック大奮闘 真の仲間への道険し?)      | 11 de gener de 2009    | 1 d'agost de 2010          |
| 385 | Arribada a la meitat de la Grand Line! La Red Line Gurand Rain Hanshū Tōtatsu! Reddo Rain (偉大なる航路半周到達! 赤い土の大陸)                                                                 | 18 de gener de 2009    | 1 d'agost de 2010          |
| 386 | Apareix en Duval, màscara de ferro, que odia els pirates del Barret de palla Mugiwara Ichimi Nikushi – Tekkamen no Dyubaru Tōjō (麦わら一味憎し 鉄仮面のデュバル登場)                          | 25 de gener de 2009    | 8 d'agost de 2010          |
| 387 | La trobada predestinada per rescatar l'home pop Innen no Saikai! Toraware no Gyojin o Sukuidase (因縁の再会! 囚われの魚人を救い出せ)                                                           | 1 de febrer de 2009    | 8 d'agost de 2010          |
| 388 | Tragèdia! La veritat que en Duval amaga darrere la màscara Higeki! Kamen ni Kakusareta Dyubaru no Shinjitsu (悲劇! 仮面に隠されたデュバルの真実)                                               | 8 de febrer de 2009    | 15 d'agost de 2010         |
| 389 | Explosió! L'arma supersecreta del Sunny: el canó Gaon! Sakuretsu! Sanī-gō no Chōhimitsu Heiki Gaon Hō (炸裂! サニー号の超秘密兵器ガオン砲)                                                     | 15 de febrer de 2009   | 15 d'agost de 2010         |
| 390 | Anem a terra per arribar a l'illa dels Tritons. L'arxipèlag Sabaody Gyojintō o Mokushishite Jōriku – Shabondi Shotō (魚人島を目指して上陸 シャボンディ諸島)                                    | 22 de febrer de 2009   | 22 d'agost de 2010         |
| 391 | Tirania! Els governants de Sabaody, els dracs celestials Bōgyaku! Shabondi no Shihaisha Tenryūbito (暴虐! シャボンディの支配者天竜人)                                                          | 1 de març de 2009      | 22 d'agost de 2010         |
| 392 | Arriben nous rivals! Els onze supernoves Aratana Raibaru Shūketsu! Jūichinin no Chōshinsei (新たなライバル集結! 11人の超新星)                                                                  | 8 de març de 2009      | 29 d'agost de 2010         |
| 393 | L'objectiu és la Keimy! Els segrestadors s'acosten Hyōteki wa Keimī!! Semaru Hitosarai-ya no Mashu (標的はケイミー!! 迫る人攫い屋の魔手)                                                       | 15 de març de 2009     | 29 d'agost de 2010         |
| 394 | El rescat de la Keimy. Rastres de la història fosca de l'arxipèlag Keimī o Sukue - Shotō ni Nokoru Ankoku no Rekishi (ケイミーを救え 諸島に残る暗黒の歴史)                                     | 29 de març de 2009     | 5 de setembre de 2010      |
| 395 | Temps límit. Comença la subhasta d'humans Taimu Rimitto - Hyūman Ōkushon Kaimaku (タイムリミット 人間オークション開幕)                                                                         | 5 d'abril de 2009      | 5 de setembre de 2010      |
| 396 | El puny explosiu! Destruïu la subhasta Tekken Sakuretsu! Ōkushon o Buttsubuse (鉄拳炸裂! オークションをぶっつぶせ)                                                                             | 12 d'abril de 2009     | 12 de setembre de 2010     |
| 397 | Pànic! Lluita a la casa de subhastes Dai Panikku! Ōkushon Kaijō no Shitō (大パニック! オークション会場の死闘)                                                                                  | 19 d'abril de 2009     | 12 de setembre de 2010     |
| 398 | L'almirall Kizaro ataca! Caos a l'arxipèlag de Sabaody Taishō Kizaru Ugoku! Sōzen Shabondi Shotō (大将黄猿動く! 騒然シャボンディ諸島)                                                          | 26 d'abril de 2009     | 12 de setembre de 2010     |
| 399 | Trenqueu el setge! Els soldats contra els tres capitans Hōim Ami o Toppaseyo! Kaigun VS Sannin no Senchō (包囲網を突破せよ! 海軍VS三人の船長)                                                  | 3 de maig de 2009      | 19 de setembre de 2010     |
| 400 | En Roger i en Rayleigh. El rei dels pirates i la seva mà dreta Rojā to Reirī – Kaizoku Ō to sono Migiude (ロジャーとレイリー 海賊王とその右腕)                                                 | 10 de maig de 2009     | 19 de setembre de 2010     |
| 401 | No hi ha escapatòria? La puntada de peu a la velocitat de la llum d'en Kizaru Kaihi Fukanō!? Taishō Kizaru no Kōsoku no Keri (回避不可能!? 大将黄猿の光速の蹴り)                               | 17 de maig de 2009     | 19 de setembre de 2010     |
| 402 | Insuportable! Les armes de combat de l'armada, els pacifistes Attōteki! Kaigun no Sentō Heiki Pashifisuta (圧倒的! 海軍の戦闘兵器パシフィスタ)                                                 | 24 de maig de 2009     | 26 de setembre de 2010     |
| 403 | Apareix un altre enemic fort: en Sentomaru, el portador de la gran destral Saranaru Kyōteki Arawaru! Masakari Katsuida Sentōmaru (さらなる強敵現る! 鉞かついだ戦桃丸)                          | 31 de maig de 2009     | 26 de setembre de 2010     |
| 404 | L'atac brutal de l'almirall Kizaru. Els pirates del barret de palla s'enfronten a una mort segura Taishō Kizaru no Mōkō – Mugiwara Ichimi Zettaizetsumei! (大将黄猿の猛攻 麦わら一味絶体絶命!) | 7 de juny de 2009      | 26 de setembre de 2010     |
| 405 | Els companys eliminats. L'últim dia dels pirates del barret de palla Kiesareta Nakama-tachi – Mugiwara Ichimi Saigo no Hi (消された仲間たち 麦わら一味最後の日)                                | 14 de juny de 2009     | 3 d'octubre de 2010        |

## 12a Temporada: L'illa de les dones
Monkey D. Ruffy, separat dels seus altres companys per Bartholomew Bear, aterra a Amazon Lily, una illa habitada exclusivament per dones.
| #   | Títol en català | Data d'estrena al Japó | Data d'estrena a Catalunya |
| --- | --- | ---------------------- | -------------------------- |
| 406 | Drama de l'era feudal. Reapareix el cap Ruffy! Jidaigeki tokubetsu hen - Rufi-oyabun futatabi kenzan (時代劇特別編 ルフィ親分再び見参)                                           | 21 de juny de 2009     | 6 d'abril de 2013          |
| 407 | Drama de l'era feudal. Destrosseu la trampa de la Companyia Thriller! Jidaigeki Tokubetsu Hen - Yabure! Surirā Shōkai no Wana (時代劇特別編 破れ！スリラー商会の罠)              | 28 de juny de 2009     | 6 d'abril de 2013          |
| 408 | Aterratge! L'illa de les dones Amazon Lily! Jōriku! Danshi Kinsei no Shima Amazon Rirī (上陸！男子禁制の島アマゾン・リリー)                                                      | 5 de juliol de 2009    | 7 d'abril de 2013          |
| 409 | Torna ràpid amb els teus amics! L'aventura a l'illa de les dones Isoge! Nakama no moto e - Nyōgashima no bōken (急げ!仲間のもとへ 女ヶ島の冒険)                                  | 12 de juliol de 2009   | 7 d'abril de 2013          |
| 410 | Tothom s'enamora! L'emperadriu pirata Hancock! Minna Meromero! Kaizoku Jotei Hankokku (みんなメロメロ! 海賊女帝ハンコック)                                                       | 19 de juliol de 2009   | 13 d'abril de 2013         |
| 411 | El secret amagat a les seves esquenes. En Ruffy i la princesa Serp es troben Senaka ni Kakusareta Himitsu – Sōgū Rufi to Hebihime (背中に隠された秘密 遭遇ルフィと蛇姫)          | 2 d'agost de 2009      | 13 d'abril de 2013         |
| 412 | El judici despiadat! La Margaret queda convertida en pedra! Hijō no Sabaki! Ishi ni Sareta Māgaretto!! (非情の裁き! 石にされたマーガレット!!)                                    | 9 d'agost de 2009      | 14 d'abril de 2013         |
| 413 | Una lluita difícil per en Ruffy! El poder haki de les germanes serp! Rufi daikusen! Hebi shimai no haki no chikara!! (ルフィ第苦戦！ヘビ姉妹の覇気の力！！)                      | 16 d'agost de 2009     | 14 d'abril de 2013         |
| 414 | Desplegament de tots els poders especials per a la batalla! Goma, goma contra Serp, serp! Nōryoku zenkai batoru!! Gomu Gomu vs. Hebi Hebi (能力全開バトル！！ゴムゴムVSヘビヘビ) | 23 d'agost de 2009     | 20 d'abril de 2013         |
| 415 | La confessió de la Boa Hancock! El passat horrible de les germanes Hankokku no kokuhaku - Shimai no imawashiki kako (ハンコックの告白 姉妹の忌まわしき過去)                      | 30 d'agost de 2009     | 20 d'abril de 2013         |
| 416 | Salvar l'Ace! Pròxima parada: la gran presó! Ēsu o sukue! Arata na mokutekichi wa daikangoku (エースを救え！新たな目的地は大監獄)                                                | 7 de setembre de 2009  | 21 d'abril de 2013         |
| 417 | L'amor és un huracà! La Mero, mero Hancock! Koi wa harikēn! Meromero Hankokku (恋はハリケーン！メロメロハンコック)                                                               | 13 de setembre de 2009 | 21 d'abril de 2013         |
| 418 | Els amics escampats! La ciència del temps i l'illa de les màquines! Nakama-tachi no yukue - Tenkō no kagaku to karakurishima (仲間達の行方 天候の科学とからくり島)               | 20 de setembre de 2009 | 27 d'abril de 2013         |
| 419 | Els amics escampats. Una illa d'ocells gegants i un paradís rosa Nakama-tachi no yukue - Kyōdori no shima to momoiro no rakuen! (仲間達の行方 巨鳥の島と桃色の楽園！)            | 27 de setembre de 2009 | 27 d'abril de 2013         |
| 420 | Els amics escampats. Ponts entre illes i plantes carnívores. Nakama-tachi no yukue - Shima o Tsunagu hashi to shokunin shokubutsu (仲間達の行方 島をつなぐ橋と食人植物)          | 4 d'octubre de 2009    | 28 d'abril de 2013.        |
| 421 | Els amics escampats. La princesa de la negativitat i el rei dels diables! Nakama-tachi no yukue - Negatibu purinsesu to akumaō (仲間達の行方 ネガティブ王女と悪魔王)             | 11 d'octubre de 2009   | 28 d'abril de 2013         |

## 13a Temporada: Impel Down
a Impel Down, la gran presó on s'infiltra Monkey D. Ruffy amb l'ajut de Boa Hancock per intentar salvar el seu germà portgas D. Ace.
| #   | Títol en català | Data d'estrena al Japó | Data d'estrena a Catalunya |
| --- | --- | ---------------------- | -------------------------- |
| 422 | La infiltració mortal! La presó submergida d'Impel Down! Kesshi no Sennyū! Kaitei Kangoku Inperu Daun Sennyū (決死の潜入！海底監獄インペルダウン潜入)                            | 18 d'octubre de 2009   | 4 de maig de 2013          |
| 423 | Trobada a l'infern? L'home que va menjar la fruita del diable del desmembrament! Jigoku de Saikai!? Bara Bara no Mi no Nōryokusha! (地獄で再会！？バラバラの実の実力者！)        | 25 d'octubre de 2009   | 4 de maig de 2013          |
| 424 | El pas per l'infern clandestí! El pla d'en Buggy per crear el caos! Yabure! Guren Jigoku - Bagī no Dohade Daisakusen (破れ！紅蓮地獄 バギーのド派手大作戦)                       | 1 de novembre de 2009  | 5 de maig de 2013          |
| 425 | L'home més fort de la presó! Apareix en Magellan, l'home verinós! Kangoku Saikyō no Otoko! Doku Ningen Mazeran Tōjō (監獄最強の男！毒人間マゼラン登場)                           | 8 de novembre de 2009  | 5 de maig de 2013          |
| 426 | Episodi especial relacionat amb la pel·lícula: L'ambició del lleó daurat mou fitxa! Eiga Rendō Supesharu - Ugokidasu Kinjishi no Yabō (映画連動特別編 動き出す金獅子の野望)      | 15 de novembre de 2009 | 11 de maig de 2013         |
| 427 | Episodi especial relacionat amb la pel·lícula: Blue Petit en perill! Eiga Rendō Supesharu - Nerawareta Ritoru Īsuto Burū (映画連動特別編 狙われた小さな東の海)                   | 22 de novembre de 2009 | 11 de maig de 2013         |
| 428 | Episodi especial relacionat amb la pel·lícula: L'atac ferotge dels pirates Amigo! Eiga Rendō Supesharu - Amīgo Kaizokudan no Mōkō (映画連動特別編 アミーゴ海賊団の猛攻)          | 29 de novembre de 2009 | 12 de maig de 2013         |
| 429 | Episodi especial relacionat amb la pel·lícula: En Ruffy contra el Largo, comença la batalla! Eiga Rendō Supesharu - Kessen! Rufi VS Rarugo (映画連動特別編 決戦！ルフィVSラルゴ) | 6 de desembre de 2009  | 12 de maig de 2013         |
| 430 | El Shichibukai empresonat! Jinbe, el cavaller del mar! Toraware no Ōka Shichibukai! Kaikyō no Jinbē (囚われの王下七武海! 海侠のジンベエ)                                         | 13 de desembre de 2009 | 18 de maig de 2013         |
| 431 | La trampa del carceller Saldeath! Nivell tres, l'infern de la fam! Rōbanchō Sarudesu no Wana - Reberu Surī Kiga Jigoku (牢番長サルデスの罠 LV.3飢餓地獄)                         | 20 de desembre de 2009 | 18 de maig de 2013         |
| 432 | Allibereu el cigne! Trobada amb el Bon Kure! Tokihanatareta Suwan! Saikai! Bon Kurē (解き放たれた白鳥! 再会! ボン・クレー)                                                       | 27 de desembre de 2009 | 19 de maig de 2013         |
| 433 | L'estratègia del cap Magellan! El barret de palla queda atrapat! Shochō Mazeran Ugoku - Kansei! Mugiwara Hōimō (署長マゼラン動く 完成! 麦わら包囲網)                             | 10 de gener de 2010    | 19 de maig de 2013         |
| 434 | Totes les forces reunides! La batalla al nivell 4, l'infern roent! Zensenryoku shūketsu! Reberu Fō - Shōnetsu Jigoku no Kessen (全戦力集結！ LV4·焦熱地獄の決戦)                 | 17 de gener de 2010    | 25 de maig de 2013         |
| 435 | El poderós Magellan! En Bon Kure fuig! Mazeran Tsuyoshi! Bon Kurē Tekizen Tōbō (マゼラン強し! ボン・クレー敵前逃亡)                                                              | 24 de gener de 2010    | 25 de maig de 2013         |
| 436 | Arriba la batalla definitiva! L'atac desesperat d'en Ruffy! Shiyū Kessu! Sutemi no Rufi Saigo no Ichigeki (雌雄決す! 捨て身のルフィ最後の一撃)                                   | 31 de gener de 2010    | 26 de maig de 2013         |
| 437 | Perquè és el meu amic! El rescat suïcida d'en Bon Kure! Dachi dakara - Bon Kurē Kesshi no Kyūshutsugyō (友達だから ボン・クレー決死の救出行)                                     | 7 de febrer de 2010    | 26 de maig de 2013         |
| 438 | Un paradís dins de l'infern! Impel Down nivell 5.5! Jigoku ni Rakuen! Inperu Daun Reberu Go ten Go (地獄に楽園! インペルダウン LV5.5)                                            | 14 de febrer de 2010   | 1 de juny de 2013          |
| 439 | Comença el tractament d'en Ruffy! El poder miraculós del rei Iva! Rufi Chiryō Kaishi - Iwa-san Kiseki no Chikara!! (ルフィ治療開始 イワさん奇跡の能力!!)                         | 21 de febrer de 2010   | 1 de juny de 2013          |
| 440 | Has de creure en els miracles! El suport d'en Bon Kure amb tota la seva ànima! Kiseki o Shinjite! Bon Kurē Tamashī no Seien (奇跡を信じて！ボン・クレー魂の声援)                 | 28 de febrer de 2010   | 2 de juny de 2013          |
| 441 | Torna en Ruffy! Comença el pla de fugida del rei Iva! Rufi Fukkatsu! Iwa-san Datsugoku Keikaku Shidō!! (ルフィ復活！イワさん脱獄計画始動！！)                                    | 7 de març de 2010      | 2 de juny de 2013          |
| 442 | Comença el trasllat! La batalla al nivell 6! Ēsu gosō kaishi - Saikasō Reberu shikkusu kōbō! (エース護送開始 最下層ＬＶ６の攻防!)                                                | 14 de març de 2010     | 8 de juny de 2013          |
| 443 | Es forma l'equip definitiu! Impel Down tremola! Saikyō chīmu kessei - Shinkan! Inperu Daun (最強チーム結成 震撼! インペルダウン)                                                 | 21 de març de 2010     | 8 de juny de 2013          |
| 444 | Encara més caos! Arriba en Teach, Barbanegra! Saranaru konran! Kurohige Tīchi shūrai! (さらなる混乱! 黒ひげ・ティーチ襲来)                                                       | 28 de març de 2010     | 9 de juny de 2013          |
| 445 | Xoc perillós! En Barbanegra contra en Shiliew de la pluja! Kiken na deai! Kurohige to Ame no Shiryū (危険な出会い！黒ひげと雨のシリュウ)                                         | 4 d'abril de 2010      | 9 de juny de 2013          |
| 446 | Cap preu és massa alt! En Hannyabal es posa seriós! Iji demo taorenu! Honki no Hannyabaru (意地でも倒れぬ！本気のハンニャバル)                                                   | 11 d'abril de 2010     | 15 de juny de 2013         |
| 447 | Pistola jet de ràbia! En Ruffy contra en Barbanegra! Ikari no Jetto Pisutoru - Rufi VS Kurohige (怒りのJETピストル ルフィVS黒ヒゲ)                                               | 18 d'abril de 2010     | 15 de juny de 2013         |
| 448 | Alto, Magellan! La tècnica esotèrica del rei Iva! Mazeran o tomero! Iwa-san ōgi sakuretsu (マゼランを止めろ！イワさん奥義炸裂)                                                   | 25 d'abril de 2010     | 16 de juny de 2013         |
| 449 | La jugada d'en Magellan! Un pla de fugida frustrat! Mazeran no kisaku! Habamareta datsugoku sakusen (マゼランの奇策！はばまれた脱獄計画)                                         | 2 de maig de 2010      | 16 de juny de 2013         |
| 450 | L'equip fugitiu té problemes! L'atac prohibit del dimoni verí! Datsugoku chīmu zettaizetsumei - Kinjite "Benomu Dēmon" (脱獄チーム絶体絶命 禁じ手"毒の巨兵")                     | 9 de maig de 2010      | 16 de juny de 2013         |
| 451 | L'últim miracle! Travesseu la porta de la justícia! Okose saigo no kiseki - Seigi no Mon o toppaseyo (起こせ最後の奇跡 正義の門を突破せよ)                                       | 16 de maig de 2010     | 22 de juny de 2013         |
| 452 | Cap al quarter general de l'Armada! A rescatar l'Ace! Mezase Kaigun Honbu - Ēsu kyūshutsu e no funade! (目指せ海軍本部 エース救出への船出!)                                      | 23 de maig de 2010     | 22 de juny de 2013         |
| 453 | Els amics escampats! La previsió de Weatheria i els animals mecànics! Nakama-tachi no yukue - Wezaria ripōto to saibōgu animaru (仲間達の行方 空島リポートと改造動物)            | 30 de maig de 2010     | 22 de juny de 2013         |
| 454 | Els amics escampats! El pollet gegant i l'enfrontament rosa! Nakama-tachi no yukue - Kyochō no hina to Momoiro no taiketsu (仲間達の行方 巨鳥のヒナと桃色の対決)                 | 6 de juny de 2010      | 23 de juny de 2013         |
| 455 | Els amics escampats! Els revolucionaris i la trampa del bosc per a golafres! Nakama-tachi no yukue - Kakumeigun to bōshoku no mori no wana! (仲間達の行方 革命軍と暴食の森の罠!) | 13 de juny de 2010     | 23 de juny de 2013         |
| 456 | Els amics escampats! La tomba enorme i el deute de les calces! Nakama-tachi no yukue - Kyodai no hakajirushi to pantsu no on (仲間達の行方 巨大の墓標とパンツの恩)               | 20 de juny de 2010     | 23 de juny de 2013         |

## 14a Temporada: Marineford
A Marineford, la fortalesa de la Marina, on Monkey D. Ruffy va a intentar salvar el seu germà portgas D. Ace.
| #   | Títol en català | Data d'estrena al Japó | Data d'estrena a Catalunya |
| --- | --- | ---------------------- | -------------------------- |
| 457 | Retrospectiva especial abans de Marineford! La promesa dels germans Marinfōdo Chokuzen Kaisou Supesharu - Kyōdai no Chikai! (海軍本部直前回想特別編 兄弟の誓い!)                      | 27 de juny de 2010     | 23 de gener de 2014        |
| 458 | Retrospectiva especial abans de Marineford! Els tres almiralls de l'armada! Marinfōdo Chokuzen Kaisou Supesharu - Shūketsu! San Taishō" (海軍本部直前回想特別編 集結! 三大将)         | 11 de juliol de 2010   | 27 de gener de 2014        |
| 459 | S'acosta l'hora de la batalla! La millor formació de l'armada està preparada! Kessen no Toki Semaru! Kaigun Saikyō no Fujin Kansei! (決戦の刻迫る! 海軍最強の布陣完成!)               | 18 de juliol de 2010   | 28 de gener de 2014        |
| 460 | Apareix una flota immensa! Ja arriben els pirates d'en Barbablanca! Kyodai Kantai Arawaru - Shūrai! Shirohige Kaizoku-dan (巨大艦隊あらわる 襲来! 白ひげ海賊団)                       | 1 d'agost de 2010      | 29 de gener de 2014        |
| 461 | Comença la guerra! El passat de l'Ace i en Barbablanca Kessen no Makuake! Ēsu to Shirohige no Kako (決戦の幕開け! エースと白ひげの過去)                                               | 8 d'agost de 2010      | 30 de gener de 2014        |
| 462 | La força capaç de destruir el món. El poder de la fruita Tremolor Tremolor Sekai o Horobosu Chikara! Gura Gura no Mi no Nōryoku (すべてを焼き尽くす!! 大将赤犬の能力!)                | 15 d'agost de 2010     | 3 de febrer de 2014        |
| 463 | Convertiu-ho tot en cendres! El poder de l'almirall Akainu! Subete o Yakitsukusu!! Taishō Akainu no Chikara! (すべてを焼き尽くす!! 大将赤犬の能力!)                                   | 22 d'agost de 2010     | 4 de febrer de 2014        |
| 464 | Un descendent del Dimoni! El Petit Ozu Júnior ataca! Majin no Shison! Ritoru Ōzu Junia Bakushin! (魔人の子孫! リトルオーズJr.驀進！)                                                  | 29 d'agost de 2010     | 5 de febrer de 2014        |
| 465 | Els guanyadors són la justicia! L'estratègia d'en Sengoku es posa en marxa! Shōsha dake ga Seigi - Hatsudō! Sengoku no Sakusen (勝者だけが正義 発動! センゴクの作戦)                  | 5 de setembre de 2010  | 6 de febrer de 2014        |
| 466 | Arriba l'equip del barret de palla! Augmenta la tensió al camp de batalla! Mugiwara Chīmu Tōchaku - Fūunkyū o Tsugeru Senjō (麦わらチーム到着 風雲急を告げる戦場)                     | 12 de setembre de 2010 | 10 de febrer de 2014       |
| 467 | Et salvaré encara que hi hagi de deixar la vida! En Ruffy contra l'Armada! Comença la batalla! Shindemo Tasukeru - Rufi VS Kaigun Batoru Sutāto (死んでも助ける ルフィVS海軍戦闘開始) | 19 de setembre de 2010 | 11 de febrer de 2014       |
| 468 | Combats mortals sense parar! S'enfronten els poders de les fruites del diable! Gekisen no Renzoku! Nōryokusha Gundan VS Nōryokusha Gundan (激戦の連続! 能力者軍団VS能力者軍団)        | 26 de setembre de 2010 | 12 de febrer de 2014       |
| 469 | La transformació d'en Kuma i l'atac de ràbia de l'Iva Kuma ni Okita Ihen - Iwa-san Ikari no Ichigeki (クマに起きた異変 イワさん怒りの一撃)                                            | 3 d'octubre de 2010    | 13 de febrer de 2014       |
| 470 | El gran espadatxí Mihawk! L'espasa negra ataca en Ruffy! Kengō Mihōku - Rufi ni Semaru Kokutō no Zangeki (剣豪ミホーク ルフィに迫る黒刀の斬撃)                                        | 10 d'octubre de 2010   | 17 de febrer de 2014       |
| 471 | L'estratègia d'extermini entra en acció! El poder dels pacifistes! Senmetsu sakusen shidō - Pashifisuta gundan no iryoku (殲滅作戦始動 パシフィスタ軍団の威力)                        | 17 d'octubre de 2010   | 18 de febrer de 2014       |
| 472 | El pla de l'Akainu! En Barbablanca entre les cordes! Akainu no bōryaku! Otoshiirerareta Shirohige (赤犬の謀略! おとしいれられた白ひげ)                                                | 24 d'octubre de 2010   | 19 de febrer de 2014       |
| 473 | S'activen els murs encerclament! Els pirates d'en Barbablanca queden acorralats! Hōi sakusen sadō! Shirohige kaizoku-dan zettaizetsumei!! (包囲壁作動! 白ひげ海賊団絶体絶命!!)        | 31 d'octubre de 2010   | 20 de febrer de 2014       |
| 474 | Arriba l'ordre d'execució! Salteu els murs d'encerclament! Shokei shikkō meirei kudaru - Hōiheki o toppaseyo! (処刑執行命令下る 包囲壁を突破せよ!)                                    | 7 de novembre de 2010  | 24 de febrer de 2014       |
| 475 | Passem a la fase final! L'as a la màniga d'en Barbablanca Saishū kyokumen totsunyū! Shirohige kishikaisei no itte (最終局面突入! 白ひげ起死回生の一手)                                | 14 de novembre de 2010 | 25 de febrer de 2014       |
| 476 | En Ruffy a les últimes! Batalla campal a la plaça Oris! Rufi chikaratsuku! Orisu hiroba no sōryokusen!! (ルフィ力尽く! オリス広場の総力戦!!)                                          | 21 de novembre de 2010 | 26 de febrer de 2014       |
| 477 | El poder que escurça la vida. L'hormona Emporio de la tensió Inochi o kezuru chikara - Tenshon Horumon futatabi (命を削る力 テンション・ホルモン再び)                                 | 28 de novembre de 2010 | 27 de febrer de 2014       |
| 478 | Les promeses es compleixen. El xoc entre en Ruffy i en Coby Yakusoku no tame ni!! Gekitotsu! Rufi to Kobī (約束のために!! 激突! ルフィとコビー)                                       | 5 de desembre de 2010  | 3 de març de 2014          |
| 479 | Davant la plataforma d'execució! El camí cap a l'ace és obert! Hokeidai mokuzen! Hirakareta Ēsu e no michi!! (処刑台目前! 開かれたエースへの道!!)                                     | 12 de desembre de 2010 | 4 de març de 2014          |
| 480 | Per camins diferents! En Ruffy contra en Garp! Sorezore no eranda michi - Rufi VS Gāpu! (それぞれの選んだ道 ルフィVSガープ!)                                                          | 19 de desembre de 2010 | 5 de març de 2014          |
| 481 | L'Ace ja és lliure! L'última ordre d'en Barbablanca! Ēsu kyūshutsu! Shirohige saigo no senchō meirei! (エース救出! 白ひげ最後の船長命令!)                                             | 26 de desembre de 2010 | 6 de març de 2014          |
| 482 | El poder que crema fins i tot el foc! L'atac implacable de l'Akainu! Hi o mo yakitsukusu chikara - Akainu hijō no tsuigeki (火をも焼き尽くす能力 赤犬非情の追撃)                      | 9 de gener de 2011     | 10 de març de 2014         |
| 483 | La resposta! En Punys de Foc mor al camp de batalla! Kotae o sagashite - Hiken no Ēsu senjō ni shisu (答えを探して 火拳のエース戦場に死す)                                            | 16 de gener de 2011    | 11 de març de 2014         |
| 484 | Cau el quarter general de l'armada! La ira desafortunada d'en Barbablanca! Kaigun Honbu hōkai! Shirohige kotobanaki ikari! (海軍本部崩壊! 白ひげ言葉なき怒り!)                        | 23 de gener de 2011    | 12 de març de 2014         |
| 485 | Final del greuge! En Barbablanca contra els pirates d'en Barbanegra! Kejime o tsukeru - Shirohige VS Kurohige kaizoku-dan (ケジメをつける 白ひげVS黒ひげ海賊団)                       | 30 de gener de 2011    | 13 de març de 2014         |
| 486 | Comença l'espectacle! En Barbanegra revela el seu pla! Shō no kaimaku - Akasareta Kurohige no takurami (ショーの開幕 明かされた黒ひげの企み)                                          | 6 de febrer de 2011    | 17 de març de 2014         |
| 487 | L'insaciable Akainu! Els punys de lava arriben al Ruffy! Akainu no shūnen! Rufi o osou maguma no kobushi (赤犬の執念! ルフィを襲うマグマの拳)                                         | 13 de febrer de 2011   | 18 de març de 2014         |
| 488 | El crit desesperat! El istants de valor que canviaran el destí! Hisshi no sakebi - Unmei o kaeru yūki aru sūbyō (必死の叫び 運命を変える勇気ある数秒)                                 | 20 de febrer de 2011   | 19 de març de 2014         |
| 489 | Arriba en Shanks! S'ha acabat la gran guerra! Shankusu kenzan! Chōjō sensō tsuini shūketsu (シャンクス見参! 頂上戦争ついに終結)                                                       | 6 de març de 2011      | 20 de març de 2014         |
| 490 | La rivalitat dels grans líders! La proclamació de la nova era! Gun'yūkakkyosu! "Atarashī Jidai" no hajimari! (群雄割拠す! "新しい時代"の始まり!)                                      | 20 de març de 2011     | 24 de març de 2014         |
| 491 | L'arribada a l'illa de les dones! La crua realitat cau damunt d'en Ruffy! Nyōgashima jōriku - Rufi o semeru kakoku na genjitsu (女ヶ島上陸 ルフィを責める過酷な現実)                  | 27 de març de 2011     | 25 de març de 2014         |
| 492 | L'equip més fort! En Ruffy i la dura lluita d'en Toriko! (Nota: Especial Crossover One Piece i Toriko) Saikyō taggu! Funtō, Rufi to Toriko! (最強タッグ! 奮闘、ルフィとトリコ!)       | 3 d'abril de 2011      | -                          |
| 493 | En Ruffy i l'Ace! La història de com es van conèixer! Rufi to Ēsu - Kyōdai no deai no monogatari! (ルフィとエース 兄弟の出会いの物語!)                                                | 10 d'abril de 2011     | 26 de març de 2014         |
| 494 | En Sabo entra en joc! El noi de la terminal grisa! Sabo tōjō! Gurei Tāminaru no shōnen (サボ登場! 不確かな物の終着駅の少年)                                                           | 17 d'abril de 2011     | 27 de març de 2014         |
| 495 | No fugiré! L'operació de rescat desesperada de l'Ace! Ore wa nigenai - Ēsu kesshi no kyūshutsu sakusen (おれは逃げない エース決死の救出作戦)                                          | 24 d'abril de 2011     | 31 de març de 2014         |
| 496 | Algun dia ens farem a la mar! La promesa dels tres marrecs! Itsuka umi e! San'nin no akudō chikai no sakazuki! (いつか海へ! 三人の悪童ちかいの盃!)                                    | 1 de maig de 2011      | 1 d'abril de 2014          |
| 497 | Adéu per sempre a la família Dadan? Ja tenim l'amagatall secret! Dadan ikka to no wakare!? Kansei! Himitsu kichi (ダダン一家との別れ!? 完成! 秘密基地)                                | 8 de maig de 2011      | 2 d'abril de 2014          |
| 498 | En Ruffy es fa aprenent? L'home que va lluitar contra el rei dels pirates Rufi deshi-iri!? Kaizoku-Ō to tatakatta otoko! (ルフィ弟子入り!? 海賊王と戦った男!)                         | 15 de maig de 2011     | 3 d'abril de 2014          |
| 499 | La lluita contra el tigre gegant! A veure qui és el capità! Ōtora to no kessen! Senchō ni naru no wa dare da! (大虎との決戦! 船長になるのは誰だ!)                                     | 22 de maig de 2011     | 7 d'abril de 2014          |
| 500 | Ens prenen la llibertat! Les intrigues dels nobles posen els germans en perill! Ubawareta jiyū! Sankyōdai ni semaru Kizoku no wana (奪われた自由! 三兄弟に迫る貴族の罠)               | 29 de maig de 2011     | 8 d'abril de 2014          |
| 501 | S'encen el foc! Crisi a la terminal grisa! Hanatareta honō - Gurei Tāminaru no kiki (放たれた炎 グレイ・ターミナルの危機)                                                             | 5 de juny de 2011      | 9 d'abril de 2014          |
| 502 | On és, la llibertat? La trista escapada! Jiyū wa doko ni aru? Shōnen no kanashiki funade (自由はどこにある? 少年の悲しき船出)                                                         | 12 de juny de 2011     | 9 d'abril de 2014          |
| 503 | Cuida'l! La carta del germà! Yoroshiku tanomu! Kyōdai kara todoita tegami! (よろしく頼む! 兄弟から届いた手紙!)                                                                        | 19 de juny de 2011     | 10 d'abril de 2014         |
| 504 | Viurem per complir la promesa! El camí de cadascú! Yakusoku o hatasu tame - Sorezore no tabidachi! (約束を果たすため それぞれの旅立ち!)                                               | 26 de juny de 2011     | 10 d'abril de 2014         |
| 505 | Els vull veure! El plor amarg d'en Ruffy! Aitsura ni aitē! Rufi namida no sakebi (あいつらに会いてェ! ルフィ涙の叫び)                                                                 | 3 de juliol de 2011    | 6 de setembre de 2014      |
| 506 | La tripulació del Barret de Palla queda consternada! Arriben les males notícies! Mugiwara no ichimi gekishin! Motorasareta kyōhō (麦わらの一味激震! もたらされた凶報)                 | 10 de juliol de 2011   | 6 de setembre de 2014      |
| 507 | La trobada amb el rei fosc Rayleigh! La decisió d'en Ruffy! Meiō Reirī to no saikai - Rufi ketsudan no toki (冥王レイリーとの再会 ルフィ決断の時)                                     | 17 de juliol de 2011   | 6 de setembre de 2014      |
| 508 | Tornem amb el capità! La fuga de l'illa del cel i l'incident a l'illa d'hivern! Senchō no moto e - Sorajima no datsugoku to fuyujima no jiken (船長のもとへ 空島の脱獄と冬島の事件)   | 31 de juliol de 2011   | 7 de setembre de 2014      |
| 509 | Contacte! El gran espadatxí Mihawk i la força de voluntat d'en Zoro! Sesshoku! Daikengō Mihōku - Zoro iji no shitō (接触! 大剣豪ミホーク ゾロ意地の死闘)                              | 7 d'agost de 2011      | 7 de setembre de 2014      |
| 510 | Quin desastre pel Sanji! La reina torna a Kamabakka! Sanji no junan - Ōkoku e to kikanshita joō! (サンジの受難 王国へと帰還した女王!)                                                 | 14 d'agost de 2011     | 7 de setembre de 2014      |
| 511 | El retorn inesperat! En Ruffy a Marineford! Masaka no saijōriku! Rufi Marinfōdo e! (まさかの再上陸! ルフィ海軍本部へ!)                                                                | 21 d'agost de 2011     | 13 de setembre de 2014     |
| 512 | Perquè arribi als amics! Les notícies s'escampen ràpidament! Nakama ni todoke - Kakemeguru dai-nyūsu! (仲間に届け かけめぐる大ニュース!)                                              | 28 d'agost de 2011     | 13 de setembre de 2014     |
| 513 | Els pirates es posen en marxa! El nou món és ple de sorpreses! Ugokidasu kaizoku-tachi! Kyōtendōchi no Shin Sekai (動き出す海賊たち! 驚天動地の新世界)                                | 4 de setembre de 2011  | 13 de setembre de 2014     |
| 514 | L'infern d'en Sanji! La lluita per la seva virilitat! Jigoku o ikinuke - Sanji otoko o kaketa shōbu (地獄を生き抜け サンジ男をかけた勝負)                                             | 11 de setembre de 2011 | 14 de setembre de 2014     |
| 515 | Em faré molt i molt més fort! La promesa d'en Zoro al seu capità! Madamada tsuyoku naru! Zoro senchō e no chikai (まだまだ強くなる! ゾロ船長への誓い)                                 | 18 de setembre de 2011 | 14 de setembre de 2014     |
| 516 | Comença l'entrenament d'en Ruffy! Quedem al mateix lloc d'aquí a dos anys! Rufi shugyō kaishi - Ninengo ni yakusoku no basho de (ルフィ修行開始 2年後に約束の場所で)                  | 25 de setembre de 2011 | 14 de setembre de 2014     |